# Loes Palfliet
Loes Palfliet née le 4 avril 2004, est une joueuse belge de hockey sur gazon. Elle évolue au KHC Leuven.

## Carrière
Elle a été appelée en mai 2022 pour concourir à la Ligue professionnelle 2021-2022 sans jouer le moindre match.